# New York, 42e rue
Pour la rue de New York, voir 42e rue.

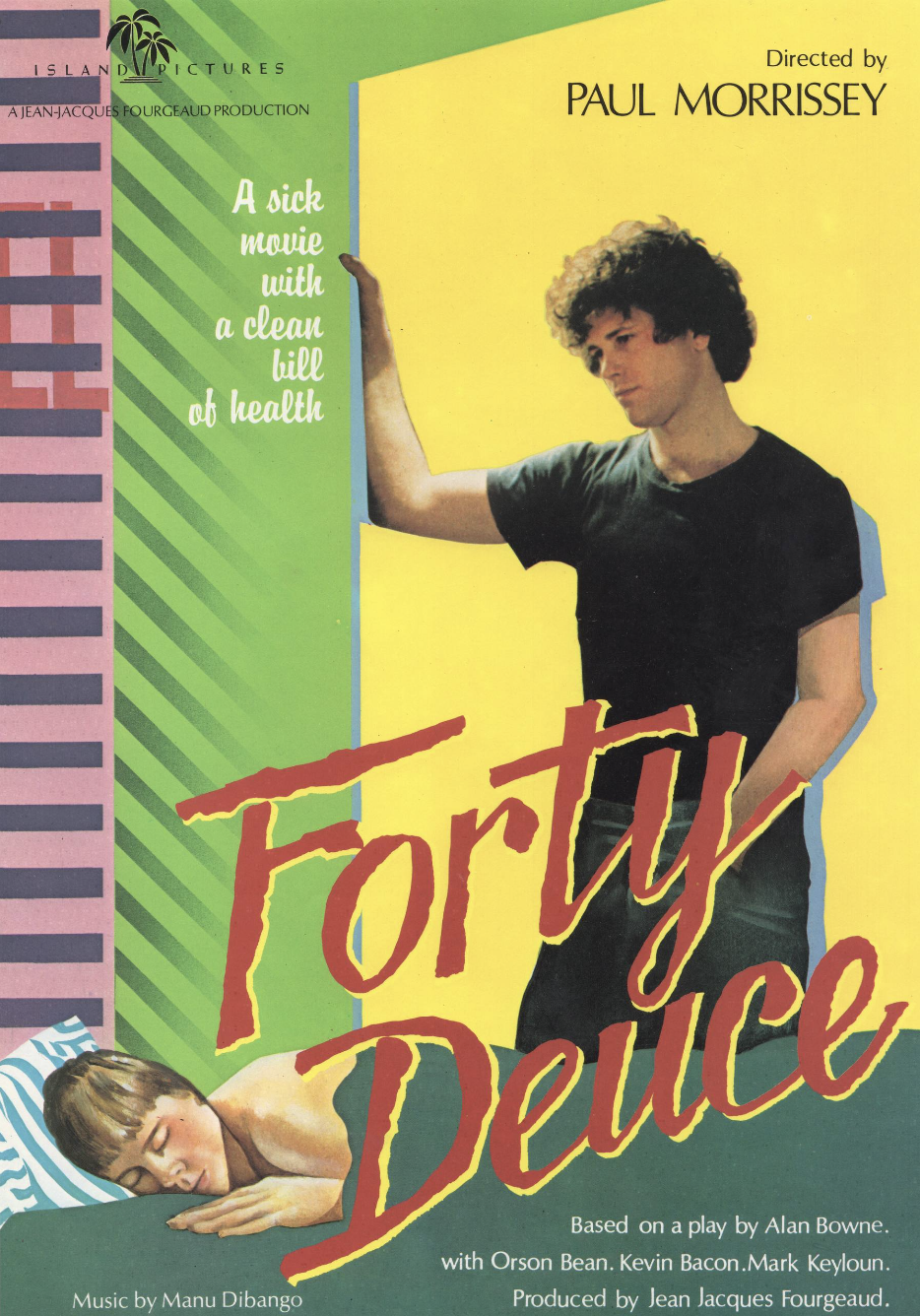
Affiche de New York, 42e rue.

New York, 42e rue (Forty Deuce) est un film américain réalisé en 1982 par Paul Morrissey adapté de la pièce éponyme d'Alan Bowne (en).
Il est présenté au Festival de Cannes 1982 dans la catégorie Un certain regard.

## Synopsis
Un jeune prostituée essaye de trouver de l'argent pour s'acheter de la drogue en vendant un jeune garçon à un homme.

## Fiche technique
- Titre français : New York, 42e rue
- Titre original : Forty Deuce
- Réalisation : Paul Morrissey
- Scénario : Alan Bowne
- Production : Steven Fierberg et Jean-Jacques Fourgeaud
- Genre : Drame
- Pays de production :  États-Unis
- Durée : 89 minutes
- Dates de sortie : États-Unis 17 novembre 1982

## Distribution
- Orson Bean : Mr. Roper
- Kevin Bacon : Ricky
- Mark Keyloun : Blow
- Tommy Citera : Crank
- Esai Morales : Mitchell
- Harris Laskaway : Augie (Harris Laskawy)
- John Ford Noonan : John Anthony (John Noonan)